# 澳門反離保運動
澳門反離補運動是澳門民眾於2014年5月25日下午舉行的遊行示威活動。該次遊行的主要目的是為了反對澳門特區政府提案的《候任、現任及離任行政長官及主要官員的保障制度》法案，由新澳門學社，網上團體「澳門良心」及澳門公職人員協會共同發起，據遊行主辦方估算，參加人數約有兩萬人，而當時的澳門人口約有62萬人，相當於每31人就有一人以行動抗議澳門特區政府，澳門警方則估計為7,000人，是澳門回歸以來最多澳門人參與的反政府示威遊行活動。遊行也衍生出「包圍立法會」的示威活動，參與人數最多達七千人，也遠超過往澳門遊行示威活動的人數規模。

## 背景
澳門政府向立法會提交《候任、現任及離任行政長官及主要官員的保障制度》法案，法案的內容主要包括確認行政長官及主要官員的福利制度，另外法案亦包括對行政長官賦予刑事豁免權。

## 过程

### 游行开始
遊行在2014年5月25日下午2時30分在塔石廣場出發，沿著水坑尾街到政府總部，以南灣湖水上活動中心為終點。不少遊行人士依照大會建議，身穿白衣上街。主辦單位估計有兩萬人出席，警方表示有七千人參與。

### 事态发展
2014年5月27日，在下午1時已有部份反對「高官離補法案」的市民在澳門立法會對開草地聚集，在致意動議否決後，得知消息的市民陸續身穿白衣前往立法會，部份市民更手持標語要求「崔世安落台」。集會於8時多結束，主辦單位估計高峰時期有逾7,000名市民。
當日有大量的澳門市民放工後、學生放學後身穿白衣陸續湧至，亮起手機的燈光，高舉手上的水樽，製成「水晶燈」海，照亮大半片草地，至少有7,000人高唱《海闊天空》，高呼「撤回」、「撤回」

### 議員态度
在一般性表決中，反對的唯有澳門民主派議員：高天賜、區錦新、吳國昌、梁榮仔。其餘澳門建制派議員皆投贊成票。
2014年5月27日，議員吳國昌提出對政府無約束力的撤回「高官離補法案」致意動議，其再次強調大遊行後各議員的取態，但最終該動議還是以4票贊成、6票棄權、兩人缺席和20票反對的結果否決。

### 法案撤回
2014年5月29日早上10時正，行政長官崔世安在政府總部進行記者會，並令人意外的宣布撤回「高官離補法案」。

## 影響
2014年5月25日的遊行人數創下澳門1999年回歸中國以來最多人參與遊行的紀錄。有評論認為該事件可被視為澳門民主進程上的一個重要基石，事件亦將寫入澳門歷史記錄中。同時，使發動遊行的網上團體「澳門良心」其領導人蘇嘉豪，在後來的立法會選舉中成功當選，成為澳門史上最年輕的立法議員。